# Sandworm (računalniški črv)
Sandworm je vrsta računalniškega črva, ki je napada predvsem Microsoftov operacijski sistem Windows. 
Ime izhaja iz znanstvenofantastičnega epa iz leta 1960. Nanaša se na nekakšno polžu podobno bitje, dolgo sto ali več tisoč metrov, ki naj bi bilo neuničljivo, razen z jedrskim orožjem.

## Storilci in žrtve
Sistem uporablja varnostno napako, ki se pojavlja v različnih različicah operacijskega sistema Windows. Ta napaka je omogočala vohunjenje raznim skupnostim, kot so NATO, Evropska unija, ukrajinska vlada, varnostna podjetja in razna komunikacijska podjetja.
Znan je primer, ko naj bi ruski hekerji na račun ranljivosti v Microsoftovem operacijskem sistemu Windows, več let vohunili za Natom, evropskimi državami in drugimi organizacijami.
Tako trdijo v ameriškemu podjetju za računalniško varnost Isight Partners, kjer so tudi odkrili ranljivost, ki so jo poimenovali Sandworm.
Ranljivost je po besedah ameriškega podjetja prisotna v vseh novejših različicah sistema Windows. 
Hekerji naj bi jo izkoriščali že vse od leta 2009, najintenzivneje pa ob koncu leta 2013, ko se je začela tudi kriza v Ukrajini. 
Microsoft naj bi bil o ranljivosti poimenovani Sandworm že obveščen. Po poročilih podjetja Isight Partners so že objavili ustrezen popravek.
Hekerji naj bi vdirali predvsem v računalnike zveze Nato in ukrajinskih vladnih organizacij, na udaru pa naj bi bile tudi zahodne države, evropska energetska in telekomunikacijska podjetja ter ameriške univerze.
Leta 2007, v odgovor za nestrinjanje z Estonijo o lokaciji vojnega spomenika, je le ta utrpela kibernetske napade, ki so trajali okoli 10 dni in ohromila njen celoten poslovni sektor.
V letu 2008, kot korak naprej pred invazijo na tleh, naj bi Rusija upravljala prefinjen kibernetski napad proti Gruziji, ki je ohromil komunikacijske infrastrukture v državi.
Ob tem v podjetju Isight poudarjajo, da je bila večina napadov tako ali drugače povezana z ukrajinsko krizo oziroma Rusijo. Katere podatke so hekerji ukradli, zaenkrat ni znano, vendar pa je iz raznovrstnosti napadov mogoče sklepati, da so skoraj vse tarče na seznamu hekerjev "do neke mere podlegle napadu", so zapisali v podjetju Isight. 

## Način delovanja
Napad temelji na ranljivosti operacijskega sistema WINDOWS (znan kot CVE-2014-4114, zakrpan v Biltenu MS14-060 Microsofta, oktobra 2014). Napadi s Sandwormu so bili storjeni na tako imenovani »ničelni dan«, imenovan tako, ker je bila ranljivost sistema izkoriščena še preden je bil na voljo popravek.  
Virusni črv deluje tako, da potuje v powerpoint-ovih datotekah, ki se nanašajo na datoteko .inf, (informacijska datoteka, ki se uporablja pri namestitvi programske opreme).
INF. Datoteke še vedno uporabljajo za instalacijo škodljive programske opreme in takoj okužijo vaš računalnik.  Datoteke imajo nedolžni videz ime slides.inf in slide1.gif, kot da so del predstavitve.

## Zaščita
1.	Microsoft je naredil popravek za vse okužene operacijske sisteme Windows. Ta popravek bo avtomatsko naložen in instaliran, če imate v nastavitvah konfigurirano avtomatično posodobitev za Microsoft. Kakorkoli, če imate izključeno avtomatično posodobitev, vam priporočamo, da zaženete Windows posodobitev občasno, kadar je možno. Če želite izvedeti več o varnostni posodobitvi, si preberite Microsoft Security Bulletin MS14-060.
2.	Vsi Nortonovi varnostni produkti (vključujoč Norton AntiVirus, Norton Internet Security, Norton 360, Norton Security, Norton Security with Backup in Norton Security Suite) vključuje različne popravke, ki uničujejo grožnje kot je tudi Sandworm. 

VIRI: 
https://www.totaldefense.com/security-blog/meet-sandworm
http://www.wired.com/2014/10/russian-sandworm-hack-isight/
https://support.norton.com/sp/en/us/home/current/solutions/v102743206_EndUserProfile_en_us
https://nakedsecurity.sophos.com/2014/10/15/the-sandworm-malware-what-you-need-to-know/
GLEJ TUDI:
https://vpncreative.net/2014/10/14/russian-sandworm-virus-nato-targeted/%5B%5D
https://nakedsecurity.sophos.com/2014/10/15/the-sandworm-malware-what-you-need-to-know/
http://www.networkworld.com/article/2833485/microsoft-subnet/microsoft-patches-3-zero-days-including-sandworm-on-patch-tuesday.html
http://blog.trendmicro.com/trendlabs-security-intelligence/timeline-of-sandworm-attacks/